# Limnophora nigriorbitalis
Limnophora nigriorbitalis este o specie de muște din genul Limnophora, familia Muscidae, descrisă de Malloch în anul 1924. Conform Catalogue of Life specia Limnophora nigriorbitalis nu are subspecii cunoscute.